# Lantmäteribacken

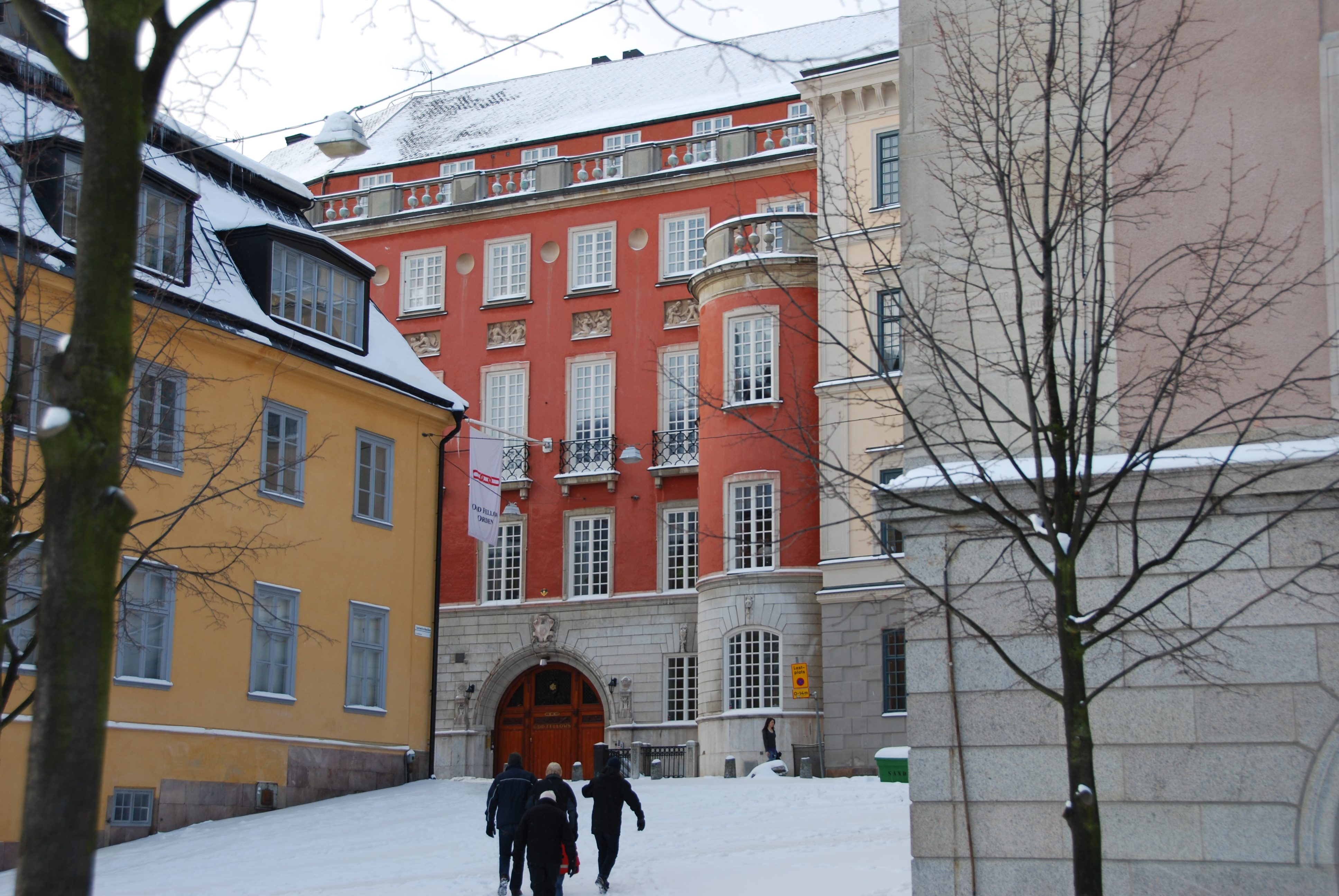
Lantmäteribacken med Banérska palatset i fonden.

Lantmäteribacken är en 30 meter lång kullerstensbelagd gata på Norrmalm i Stockholm. Gatan sträcker sig från Jussi Björlings Allé i Kungsträdgården till Västra Trädgårdsgatan. Namnet kommer från Lantmäteristyrelsen som mellan 1689 och 1975 huserade i det byggnadsminnesmärkta Lantmäteristyrelsens hus på gatans södra sida. Dess norra sida upptas av fastigheten Kungliga Trädgården 3 vilken sedan 1940-talet inhyser Justitieombudsmannen.
I Överståthållareämbetets kungörelse 1869 listas backen under §5: Kälkåkning som en av få allmänna platser i centrala staden där vinternöjet kunde företagas utan polismyndighets särskilda tillstånd (dock inte senare än klockan nio på kvällen).